# Odprto prvenstvo ZDA 2024
Odprto prvenstvo ZDA 2024 je teniški turnir za Grand Slam, ki je med 26. avgustom in 10. septembrom 2024 potekal v New Yorku.

## Moški posamično
- Jannik Sinner :  Taylor Fritz, 6–3, 6–4, 7–5

## Ženske posamično
- Arina Sabalenka :  Jessica Pegula, 7–5, 7–5

## Moške dvojice
- Max Purcell /  Jordan Thompson :  Kevin Krawietz /  Tim Pütz, 6–4, 7–6(7–4)

## Ženske dvojice
- Ljudmila Kičenok /  Jeļena Ostapenko :  Kristina Mladenovic /  Žang Šuai, 6–4, 6–3

## Mešane dvojice
- Sara Errani /  Andrea Vavassori :  Taylor Townsend /  Donald Young, 7–6(7–0), 7–5